# Rondonópolis
Rondonópolis, amtlich Município de Rondonópolis, ist eine Großstadt im Süden des brasilianischen Bundesstaates Mato Grosso mit 195.476 Einwohnern (Volkszählung 2010). Zum 1. Juli 2021 schätzte das Instituto Brasileiro de Geografia e Estatística (IBGE) die Einwohnerzahl auf 239.613 Bewohner, die Rondonopolitaner (rondonopolitanos) genannt werden. Die Bevölkerungsdichte liegt wegen der sehr großen Gemeindefläche rechnerisch bei 47 Einwohnern je km².
Rondonópolis ist das Wirtschafts- und Versorgungszentrum und Verwaltungssitz der Region Südost-Mato Grosso und seit 1959 der Sitz des Bistums Rondonópolis-Guiratinga. Die Entfernung zur Hauptstadt Cuiabá beträgt 227 km.

## Lage
Rondonópolis wurde am Ufer des Rio Vermelho gegründet, einem Nebenfluss des Rio São Lourenço. Das Stadtzentrum liegt in einer Höhe von 227 m. Das Gemeindegebiet erstreckte sich 2010 über 4159,118 km², 2018 wurden 4686,622 km² bekannt gegeben. Die urbane Fläche des Ortes selbst ist 38,7 km².

## Nachbarstädte
Das Gemeindegebiet von Rondonópolis grenzt direkt an folgende Städte: Juscimeira, Poxoréo, Itiquira, São José do Povo, Pedra Preta und Santo Antônio do Leverger.

## Naturraum
Rondonópolis liegt im Hochland von Mato Grosso (Planalto do Mato Grosso) im Übergang der Feuchtsavanne (Campos cerrados) zum Tropischen Regenwald. Im Südwesten schließen sich die ausgedehnten Sümpfe des Pantanal an. Der Boden ist teils mit Terra Roxa Estruturada bedeckt.

## Geschichte
Am 10. August 1915 wurde per Dekret eine Siedlung am Rio Vermelho gegründet. Die Siedlung, Kern der späteren Stadt, wurde 1918 nach dem brasilianischen Pionier und späteren Marschall Cândido Rondon benannt. Stadtrechte als sich selbstverwaltendes Munizip erhielt Rondonópolis am 10. Dezember 1953.
Seit den 1940er Jahren wächst Rondonópolis beständig durch Zuwanderung aus den anderen Bundesstaaten in den Mittelwesten Brasiliens.

## Stadtverwaltung
Stadtpräfekt (Leiter der Exekutive) für die Amtszeit 2013 bis 2016 wurde nach den Kommunalwahlen in Brasilien 2012 Percival Muniz von dem Partido Popular Socialista (PPS).  Er unterlag bei den Kommunalwahlen in Brasilien 2016 José Carlos Junqueira de Araujo, politisch bekannt als Zé Carlos do Pátio, Mitglied der Partei Solidariedade (SD). Diese Amtszeit als Bürgermeister dauerte von 2017 bis 2020. Bei den Kommunalwahlen in Brasilien 2020 wurde er mit 43,87 % oder 44.605 der gültigen Stimmen für die Amtszeit von 2021 bis 2024 wiedergewählt.
Die Legislative liegt bei der Câmara Municipal, der Stadtverordnetenkammer, die von 29 Stadträten (vereadores) gebildet wird.

## Stadtgliederung
Rondonópolis ist in zahlreiche Stadtviertel (bairros) zergliedert, bekanntere sind: Cidade Alta, Cidade Salmen, Vila Verde, Jardim das Palmeiras, Jardim Serra Dourada, Jardim Eldorado, Jardim Ipanema, Jardim Itapuâ, Jardim Liberdade, Jardim Luz da Yara, Jardim Maria Tereza, Jardim Mato Grosso, Jardim Padre Rodolfo, Jardim Pioneiros, Jardim Rui Balbosa, Jardim Sumaré, Planvile, Residencial Sagrada Família, Conjunto São José, Vila Esperança, Vila Rica, Vila Rosely, Vila Santo Antonio, Vila Operária, Jardim Carlos Bezerra, Cidade de Deus, Bairro Ananias filho, Bairro João de Barro, Bairro Alfredo de Castro, Jardim Padre Lothar.

## Bevölkerungsentwicklung
Seit den ausgehenden 1940er Jahren ist ein stetiger Bevölkerungsanstieg zu verzeichnen. Rondonópolis ist heute die drittgrößte Stadt des Bundesstaates Mato Grosso.
- 1960: 022.554 Einw.
- 1970: 062.551 Einw.
- 1980: 082.293 Einw.
- 1991: 126.082 Einw.
- 2000: 150.227 Einw.
- 2010: 195.476 Einw.
- 2021: 239.613 Einw. (Schätzung)

## Landwirtschaft
Hauptanbaufrüchte des Landwirtschaftsgebietes im Norden sind Reis und Baumwolle. Auch Ölpalmen sind verbreitet. Seit den 1980er Jahren setzt die Landwirtschaft immer mehr auf Soja. Rondonópolis hat sich seither zu einem Zentrum der sojaverarbeitenden Industrie entwickelt. Besonders groß parzellierte Äcker befinden sich südwestlich der Stadt.

## Verkehr
Im Zentrum treffen sich die Staatsstraßen BR-163 und BR-364, die die Bundeshauptstadt Brasília mit den Hauptstädten Cuiabá im Norden bzw. Campo Grande (Mato Grosso do Sul) im Süden verbinden.
Vom Flughafen Rondonópolis werden einige Städte im Inland angeflogen.

## Söhne und Töchter der Stadt
- Wellington Fagundes (* 1957), Politiker
- Lindomar Garçon (* 1969), Politiker
- Lucio Mosquini (* 1969), Ingenieur und Politiker
- Paulo Ferraz (* 1974), Schriftsteller und Literaturwissenschaftler
- Zé Henrique (* 1975), Teil des Musikerduos Zé Henrique e Gabriel
- Evangelista Santos (* 1977), Mixed-Martial-Arts-Kampfsportler
- Fábio Duarte (* 1980), Fußballspieler
- Diogo Galvão de Macedo (* 1982), Fußballspieler
- Fransérgio (* 1990), Fußballspieler
- Jakelyne Oliveira (* 1993), Model, Miss Brasilien 2013
- Danilo Oliveira (* 1995), Fußballspieler
- Vanderson (* 2001), Fußballspieler